# Gymnothorax moringa
Gymnothorax moringa  (лат.) — вид лучепёрых рыб семейства муреновых. Широко распространены в тропических и субтропических водах Атлантического океана.

## Описание
Голова, тело и хвостовая часть покрыты многочисленными мелкими тёмными пятнами (от коричневого до пурпурно-чёрного цвета) на бледном беловатом или желтоватом фоне. Размеры и расположение пятен, а также интенсивность пигментации значительно варьируются у разных особей. Передняя часть спинного плавника с чёрным краем, а задняя часть спинного плавника и слияние спинного, хвостового и анального плавников с белым краем. Ротовая полость фиолетового цвета. Радужная оболочка белая или жёлтая.
Средний размер этого вида мурены составляет 70-90 см в длину, и весит она около 3 кг, но может достигать и 2 метров при весе в 12 кг.

## Биология
Морские донные рыбы. Обитают на глубине от 0 до 200 м (обычно до 35 м) у коралловых и скалистых рифов; среди водной растительности. Редко встречаются в заливах и бухтах с мутной водой. Ведут одиночный образ жизни.  Обычно прячутся в узких расщелинах и отверстиях в рифовых структурах, из которых выглядывают только их головы.

### Питание
Питаются преимущественно мелкими крабами. Второстепенную роль в рационе играют рыбы и осьминоги. Активно охотятся в ночные часы, покидая свои убежища на 1—9 часов и удаляясь на расстояние от 10 до 100 м от убежища. Охотятся как в ясные, так и в ненастные ночи.  В ненастные ночи возрастало потребление рыбы, а в ясные ночи питались почти исключительно крабами. Основную роль в обнаружении жертв играют осязание и хеморецепция

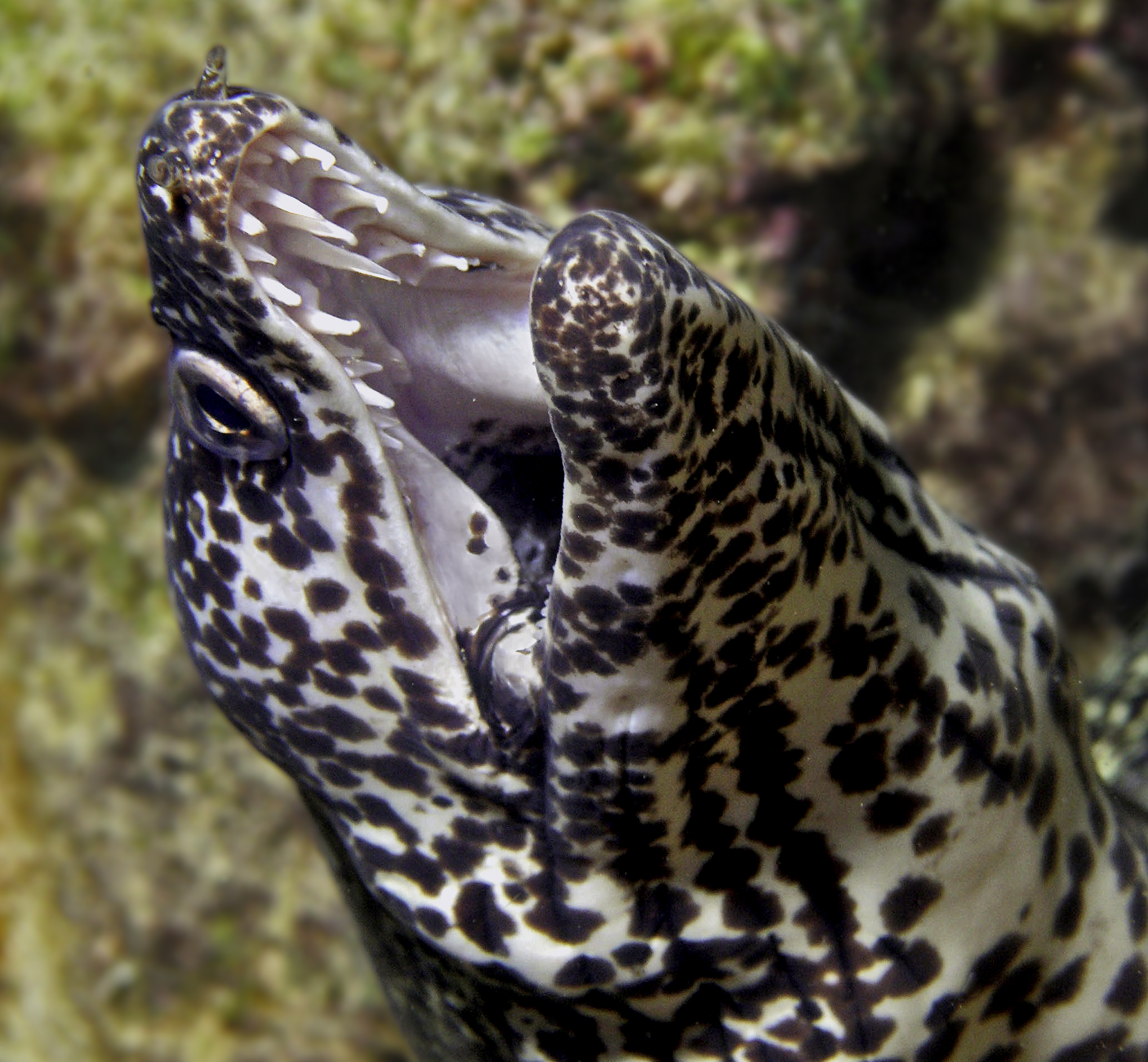
Зубы на челюстях, нёбе и сошнике у Gymnothorax moringa

## Ареал
Распространены в Атлантическом океане. Западная Атлантика: от Северной Каролины вдоль побережья США; у Бермудских и Багамских островов; Мексиканский залив; Карибское море; вдоль восточного побережья Южной Америки до юга Бразилии. Восточная Атлантика: до островов Вознесения и Святой Елены.

## Взаимодействие с человеком
Их укус может быть опасен для человека из-за повреждения, вызванного эффектом самого укуса, и потенциальных токсинов, которые могут быть выпущены в рану. Существует незначительный промысел, и они также содержатся в аквариумах, пока их размер не делает это непрактичным.